# Janne Leffler (läkare)
Johan (Janne) Karl Fridolf Leffler, född 9 juli 1882 i Göteborg, död 12 december 1956 i Stockholm, var en svensk läkare.

## Biografi
Han var son till grosshandlaren Ernst Christian Leffler och Emelie Cecilia Dymling. År 1921 gifte han sig med Gertrud Brenner. Han var brorson till nationalekonomen Johan Leffler.
Efter mogenhetsexamen fortsatte Leffler att studera vid Uppsala universitet och blev med.kand. 1905. I Stockholm blev han med.lic. 1913. Efter erfarenheter i patologi och oftalmiatrik verkade han underläkare och biträdande överläkare vid institutioner som Söderby sjukhus och Sankt Eriks östra sjukhus. Överläkare var han 1932-47 vid Söderby sjukhus.
Han är begravd på Östra kyrkogården i Göteborg.>